# Assiminea keniana
Assiminea keniana е вид коремоного от семейство Assimineidae.

## Разпространение
Видът е разпространен в Кения и Танзания.